# Home Alone
Home Alone (titulada  Mi pobre angelito en Hispanoamérica y Solo en casa en España) es una película estadounidense de 1990 escrita y producida por John Hughes, dirigida por Chris Columbus y protagonizada por Macaulay Culkin, Joe Pesci, Daniel Stern, Catherine O'Hara, Roberts Blossom, John Heard y John Candy en los papeles principales. La película relata la historia de un niño de ocho años (Culkin) que debe defender su casa de dos ladrones (Pesci y Stern) tras haber quedado solo en su casa accidentalmente en Navidad. Fue planeada en noviembre de 1989 y fue filmada entre febrero y mayo de 1990. Se estrenó en los Estados Unidos el 10 de noviembre de 1990, y en el resto del mundo a partir del 16 de noviembre de ese mismo año.
La película recibió dos nominaciones a los Globos de Oro en las categorías de mejor película de comedia o musical y de mejor actor en una comedia o musical para Culkin, al igual que dos nominaciones a los Premios Óscar por mejor banda sonora original (la cual fue compuesta por John Williams) y mejor canción original ("Somewhere in My Memory"). Home Alone se convirtió en la película de comedia más taquillera de todos los tiempos en los Estados Unidos y mantuvo el récord mundial hasta que fue superada por The Hangover Part II en 2011. También fue la película navideña más taquillera hasta que fue superada por El Grinch en 2000. A pesar de recibir reseñas mixtas de los críticos en su estreno inicial, Home Alone ha sido aclamada como un clásico navideño entre el público y es a menudo considerada como una de las mejores películas de temática navideña de la historia.
Home Alone generó una exitosa franquicia con cuatro secuelas (dos largometrajes y dos telefilmes), incluyendo la película de 1992 Home Alone 2: Lost in New York, que es la única de las secuelas en la que la mayoría del reparto original repite sus papeles.

## Argumento
Kevin es un niño de 8 años que vive junto a su familia en Chicago. La película comienza con una cena en la víspera de un viaje que se pensaba realizar para celebrar la Navidad en Francia. Mientras la familia estaba enfocada en los preparativos del viaje y de la cena, sus movimientos son monitoreados por el delincuente Harry (Joe Pesci), quien había logrado entrar a la casa con un disfraz de policía. En otro plano, Kevin interrumpe una reunión de sus hermanos Buzz (Devin Ratray) y Jeff (Michael C. Maronna) con sus primos, aunque finalmente lo hacen participar. Allí intentan influenciarle miedo, contándoles historias sobre "El Hombre de la Sal" (Roberts Blossom), un anciano que dedica su tiempo a limpiar la nieve de las veredas por las noches y sobre el cual inventan historias sobre cómo asesinó a su familia. Durante la cena, Kevin debe soportar las burlas de su hermano mayor Buzz, el maltrato de su aborrecible tío Frank, y un castigo de parte de su madre Kate al causar un desastre en la cena. Estas situaciones son motivos suficientes para que Kevin estalle deseando vivir solo y sea arrumbado a un rincón de la casa donde está fuera de contacto con la familia. Su deseo finalmente se cumple la mañana siguiente, cuando comienzan los preparativos para el viaje. 
Sin darse cuenta, Kevin es olvidado por error en su casa en el apuro que generó en su familia el hecho de levantarse tarde e ir a tomar el avión rumbo a París rápidamente. Durante la llegada del transporte del aeropuerto, un niño vecino se acerca a curiosear entre las pertenencias de los McCallister, lo que provoca que en el conteo de los integrantes de la familia, sea accidentalmente incluido, creyendo que se trataba de Kevin. La familia McCallister solo se da cuenta de su ausencia cuando ya habían arribado a París, por lo que intentan buscar una forma rápida de poder volver a casa, sin embargo se encuentran con que no hay vuelos disponibles a Chicago en corto plazo. Logran comunicarse con la policía de Chicago que inspecciona la casa y no encuentra a Kevin, pero su madre Kate (Catherine O'Hara) decide no esperar y regresar lo más pronto posible, logrando conseguir un vuelo que la dejará en Pensilvania, desde donde viajará por tierra a Chicago junto a una banda de polka dirigida por Gus Polinski (John Candy), un buen samaritano. 
Aunque inicialmente Kevin disfruta de su tiempo a solas, es asediado posteriormente por Harry y su socio Marv (Daniel Stern), que descubren que está solo a pesar de los intentos de Kevin por hacerles creer lo contrario al principio. Durante ese período, Kevin hace compras, recorre negocios y hasta asiste a misa, evento en el cual es abordado por El Hombre de la Sal, de quien descubre que su verdadero nombre es Marley Nodercross y es un hombre desdichado, que sufre por haberse peleado con su hijo, debiendo ver a su nieta a escondidas en el coro de la misa.
Finalmente, Marv y Harry planean desvalijar la residencia de los McCallister en plena Nochebuena, tras previamente haber robado otras casas y creyéndola un blanco muy fácil con toda su familia ausente. Sin embargo, el dúo no espera las numerosas trampas establecidas por toda la casa que el ingenioso Kevin dispuso para defender su hogar. Aun así, a pesar de la cantidad de trampas tendidas, Harry y Marv no ceden en sus pretensiones y terminan atrapando a Kevin en una casa vecina, por lo que los hampones se deciden a darle una lección por las múltiples trampas que les hizo. Pero en ese momento, aparece El Hombre de la Sal, quien con su pala derriba a los ladrones, rescatando a Kevin. Previo a todo esto, Kevin dio aviso al 911 sobre donde hallar a los ladrones, lo que permite que la policía vuelva a atraparlos.
Finalmente Kate logra llegar a su hogar y se encuentra con Kevin. Tras reconciliarse, Kevin pregunta por los demás, por lo que Kate responde que iban a tardarse más en volver. Sin embargo, de forma casi instantánea, arriba a casa el resto de la familia (Papá Peter (John Heard), Buzz, Megan (Hillary Wolf), Linnie (Angela Goethals) y Jeff, quienes explican que se tomaron el vuelo que ella no quiso tomar, llegando a la casa para el Día después de Navidad. Tras haberse reencontrado con su familia, Kevin espía por la ventana para descubrir que también El Hombre de la Sal volvió a reunirse con su familia (previo consejo de Kevin de que el hombre vuelva a llamar a su hijo), por lo que se saludan a la distancia. La película finaliza con Buzz gritando de rabia al descubrir el desastre que provocó Kevin en su habitación.

## Reparto
- Macaulay Culkin - Kevin McCallister
- Catherine O'Hara - Kate McCallister, madre de Kevin
- Joe Pesci - Harry Lyme, un ladrón
- Daniel Stern - Marv Merchants, un ladrón
- Roberts Blossom - Marley Nodercross, vecino de Kevin
- John Heard - Peter McCallister, padre de Kevin
- Devin Ratray - Buzz McCallister, hermano de Kevin
- Hillary Wolf - Megan McCallister, hermana de Kevin
- Angela Goethals - Linnie McCallister, hermana de Kevin
- Michael C. Maronna - Jeff McCallister, hermano de Kevin
- Gerry Bamman - Frank McCallister, tío de Kevin
- Terrie Snell - Leslie McCallister, tía de Kevin
- Kristin Minter - Heather McCallister, prima de Kevin
- Jedidiah Cohen - Rod McCallister, primo de Kevin
- Senta Moses - Tracy McCallister, prima de Kevin
- Daiana Campeanu - Sondra McCallister, prima de Kevin
- Kieran Culkin - Fuller McCallister, primo de Kevin
- Anna Slotky - Brooke McCallister, prima de Kevin
- John Candy - Gus Polinski, el buen samaritano
- Tracy J. Connor - Sally, cajera del supermercado
- Hope Davis - Agente de Boletos francés
- Sandra Macat - La duende de Santa
- Dan Charles Zukoski - El chico de las pizzas
- Alan Wilder - Agente de ventas de tickets en Scranton
- Larry Hankin - Sargento Larry Balzak en Chicago
- Kate Johnson - Rose, operadora telefónica de la policía
- Ralph Foody - Johnny, gánster de la televisión
- Michael Guido - Serpiente
- Ann Whitney - empleada de farmacia
- Jim Ryan - Jimmy, empleado de farmacia
- Jim Ortlieb - Herb, empleado de farmacia
- Billie Bird - Irene, mujer en el aeropuerto de París
- Bill Erwin - Ed, hombre en el aeropuerto de París
- Jeffrey Wiseman - Mitch Murphy, niño con el que Heather confunde con Kevin en la camioneta
- Lynn Mansbach - Mujer francesa
- Clarke Devereux - Oficial Devereux
- Peter Siragusa - Hombre de la electricidad
- Ken Hudson Campbell - Santa

## Características
Home Alone fue inicialmente una producción de Warner Bros. Hughes había prometido al estudio que podría hacer la película por no más de 10 millones de dólares, considerablemente menos que la mayoría de los presupuestos de producción fílmica de esa época. Preocupado por exceder esa cantidad y provocar la negativa de Warner a producirla, Hughes se reunió en secreto con la 20th Century Fox antes de la producción para ver si estarían interesados en financiar el proyecto si Warner demostraba ser tan inflexible como temía el productor. Una copia del guion fue entregada "clandestinamente" a Fox, según el productor ejecutivo Scott Rosenfelt, pasando por alto las restricciones legales que de otro modo habrían impedido a Fox verlo hasta que el proyecto estuviera en marcha.
Hughes deseaba inicialmente que Patrick Read Johnson dirigiera la película, pero ya se encontraba trabajando en la cinta Spaced Invaders. Luego se comunicó con Chris Columbus, quien había declinado ser el director de National Lampoon's Christmas Vacation antes de que comenzara el rodaje, ya que no pudo llevar una buena relación con el actor Chevy Chase. Hughes le presentó los guiones de Home Alone y Reach the Rock y Columbus aceptó el primero porque le pareció más divertido.

### Casting

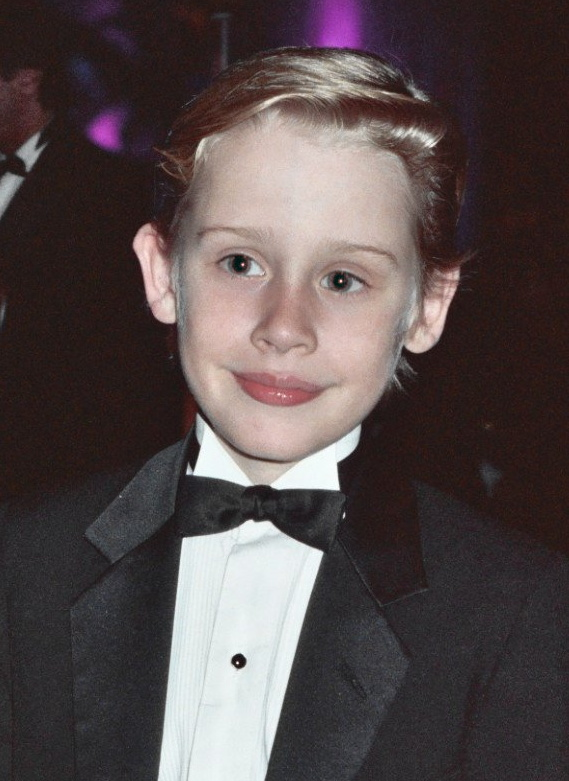
John Hughes sugirió a Chris Columbus que escogiera a Macaulay Culkin para interpretar el papel de Kevin McCallister. Hughes ya había trabajado con Culkin en la película de 1989 Uncle Buck.

Hughes sugirió a Columbus que le diera el papel principal a Macaulay Culkin por su experiencia durante el rodaje de la película Uncle Buck. Columbus se reunió con aproximadamente 200 aspirantes para el papel, ya que sentía que era su "responsabilidad como director". Finalmente se reunió con Culkin y estuvo de acuerdo en que era la elección correcta para el papel.
Para el papel de Harry, uno de los ladrones, fueron considerados inicialmente los actores Robert De Niro y Jon Lovitz. Tras el rechazo de ambos, el papel se le ofreció a Joe Pesci, quien lo aceptó. El papel del Tío Frank fue escrito originalmente para Kelsey Grammer, pero ante su imposibilidad en ese momento, el escogido fue Gerry Bamman.
Daniel Stern fue seleccionado para interpretar a Marv, pero cuando se le informó que el rodaje tardaría entre seis y ocho semanas y que sus aspiraciones económicas no podrían ser cubiertas, decidió abandonar el proyecto. Daniel Roebuck fue contratado rápidamente para reemplazarlo, pero después de dos días de ensayo Columbus no pudo apreciar ninguna química entre él y Pesci y decidió traer de vuelta a Stern. Roebuck admitió más tarde que aunque en ese momento se molestó por haber sido despedido, ahora cree que la experiencia es algo sin importancia.
John Candy solo tuvo un día para filmar sus escenas; le llevó 23 horas. Le pagaron 414 dólares, ya que hizo la película como un favor a Hughes, con quien ya había trabajado en varios proyectos de éxito como Planes, Trains & Automobiles, She's Having a Baby y Uncle Buck. A cambio, fue el único actor al que Hughes le permitió salirse del guion - según Columbus, todos sus diálogos fueron improvisados.

### Rodaje
La fotografía principal tuvo lugar entre febrero y mayo de 1990. Algunas escenas se rodaron en una casa unifamiliar de tres pisos situada en el 671 de la avenida Lincoln en el pueblo de Winnetka, donde también se habían rodado las anteriores películas de Hughes Breakfast Club, Ferris Bueller's Day Off, Sixteen Candles, Planes, Trains and Automobiles, She's Having a Baby y Uncle Buck. La cocina, la escalera principal, el sótano, el ático y la mayor parte del primer piso mostradas en la película fueron rodadas allí. La casa del árbol en el patio trasero fue construida específicamente para la película y desmantelada después de terminar el rodaje. Todos los demás interiores fueron duplicados en un cuarto de sonido para permitir más espacio para el equipo y el personal, construido en el gimnasio y la piscina vacía del antiguo edificio de la escuela secundaria New Trier, usada anteriormente por Hughes para Ferris Bueller y Uncle Buck. Las escenas dentro de la iglesia se rodaron en la Iglesia Episcopal de la Gracia en Oak Park, Illinois.
Al inicio de la etapa de producción, el presupuesto de la película aumentó a 14,7 millones de dólares, más allá del límite de 10 millones que Warner había impuesto. El estudio exigió que se redujera en 1,2 millones de dólares; los productores afirmaron que el presupuesto no podía ser recortado. Warner cerró la producción al día siguiente, la cual se reanudó rápidamente cuando Fox aceptó la oferta de Hughes.
El director de fotografía Julio Macat afirmó que era más difícil trabajar con Pesci que con Culkin. El actor creía que algunos de los diálogos no estaban acorde con su capacidad de actuación. También expresó su molestia al ser requerido por el equipo de rodaje en las horas de la mañana, ya que le impedían empezar el día con nueve hoyos de golf como prefería hacer. Un día, enfadado, tomó al asistente del director por el cuello, por lo que los horarios de llamadas diarias se cambiaron de 7 a 9 a. m. para acomodar sus rondas. En el otro extremo del horario, el equipo tenía tiempo limitado para filmar las escenas nocturnas ya que Culkin no podía trabajar más tarde de las 10 p. m. debido a su corta edad.
En el plató, Pesci y Stern tuvieron dificultades para evitar el uso de lenguaje soez, algo que se convirtió en una molestia para Pesci ya que Culkin también se encontraba en el plató. De hecho, la única grosería que finalmente apareció en la película fue "mierda", dicha accidentalmente por Daniel Stern cuando su zapato cayó por la puerta del perro.
Las acrobacias de la película también fueron un desafío para el equipo durante el rodaje. Columbus afirmó al respecto: "Cada vez que los dobles hacían una de esas acrobacias no era divertido. Yo rezaba para que los chicos estuvieran vivos". Las acrobacias se prepararon originalmente con arneses de seguridad, pero debido a su visibilidad en la cámara, finalmente fueron removidos. Según Buzzfeed, Culkin resultó herido durante uno de los ensayos donde Harry intenta morder el dedo de Kevin. Culkin todavía tiene la cicatriz.

## Recepción

### Recaudación
En su primer fin de semana, la película recaudó 17 millones de dólares en 1202 de las salas de cine en las que se estrenó, con un promedio de 14,211 dólares por sitio y solo un 6% del total final. En suma, se logró recaudar 476,684,675 dólares en todo el mundo.

### Crítica
En Rotten Tomatoes, Home Alone tiene un índice de aprobación del 67% basado en 54 revisiones, con un promedio de 5,65 sobre 10. El consenso indica: "La premisa desigual pero frecuentemente divertida de Home Alone, estirada sin ninguna razón, se ve impulsada por el gran desempeño de Macaulay Culkin y sus fuertes estrellas de apoyo". En Metacritic tiene una puntuación de 63 sobre 100, basada en 9 críticas, indicando "reseñas generalmente favorables". Las audiencias encuestadas por CinemaScore le dieron a la película una calificación promedio de "A" en una escala de A+ a F.
La revista Variety elogió la película por su reparto. Jeanne Cooper de The Washington Post elogió la película por su enfoque cómico. Hal Hinson, del mismo diario, elogió la dirección de Columbus y la actuación de Culkin. Aunque Caryn James del New York Times afirmó que la primera mitad de la película es "plana y poco sorprendente como sugiere su linda premisa", elogió la segunda mitad por su humor irreverente. También elogió el diálogo entre Kevin y Marley, así como las escenas finales de la película. Roger Ebert del Chicago Sun-Times le dio a la película dos estrellas y media de cuatro posibles y dos pulgares abajo. Comparó las elaboradas trampas de la película con las máquinas de Rube Goldberg, afirmando que "son el tipo de trampas que cualquier niño de ocho años podría idear, si tuviera un presupuesto de decenas de miles de dólares y la ayuda de un equipo de gente de efectos especiales" y calificó la trama de inverosímil. Sin embargo, elogió la actuación de Culkin.

## Fechas de estreno mundial
| País           | Fecha de estreno                  |
| -------------- | --------------------------------- |
| Alemania       | Jueves 17 de enero de 1991        |
| Argentina      | Jueves 10 de enero de 1991        |
| Australia      | Jueves 13 de diciembre de 1990    |
| Austria        | Viernes 18 de enero de 1991       |
| Bélgica        | Miércoles 19 de diciembre de 1990 |
| Bolivia        | Martes 1 de enero de 1991         |
| Brasil         | Viernes 21 de diciembre de 1990   |
| Bulgaria       | Lunes 21 de diciembre de 1992     |
| Checoslovaquia | Jueves 12 de diciembre de 1991    |
| Chile          | Martes 25 de diciembre de 1990    |
| Chipre         | Viernes 21 de diciembre de 1990   |
| Colombia       | Jueves 20 de diciembre de 1990    |
| Corea del Sur  | Sábado 6 de julio de 1991         |
| Croacia        | Martes 22 de diciembre de 1992    |
| Dinamarca      | Viernes 21 de diciembre de 1990   |
| Ecuador        | Miércoles 23 de enero de 1991     |
| Egipto         | Lunes 22 de julio de 1991         |
| Eslovenia      | Martes 22 de diciembre de 1992    |
| España         | Viernes 21 de diciembre de 1990   |
| Estados Unidos | Sábado 10 de noviembre de 1990    |
| Canadá         | Viernes 16 de noviembre de 1990   |
| Estonia        | Lunes 5 de abril de 1993          |
| Filipinas      | Miércoles 27 de febrero de 1991   |
| Finlandia      | Viernes 21 de diciembre de 1990   |
| Francia        | Miércoles 19 de diciembre de 1992 |

| País          | Fecha de estreno                  |
| ------------- | --------------------------------- |
| Grecia        | Viernes 21 de diciembre de 1990   |
| Ghana         | Viernes 14 de diciembre de 1990   |
| Hong Kong     | Jueves 14 de febrero de 1991      |
| Hungría       | Viernes 29 de marzo de 1991       |
| India         | Viernes 18 de octubre de 1991     |
| Indonesia     | Viernes 16 de agosto de 1991      |
| Irlanda       | Viernes 14 de diciembre de 1990   |
| Israel        | Viernes 15 de marzo de 1991       |
| Italia        | Viernes 18 de enero de 1991       |
| Jamaica       | Martes 25 de diciembre de 1990    |
| Japón         | Sábado 22 de junio de 1991        |
| Kenia         | Viernes 14 de diciembre de 1990   |
| Letonia       | Viernes 28 de mayo de 1993        |
| Malasia       | Jueves 16 de mayo de 1991         |
| México        | Viernes 21 de diciembre de 1990   |
| Nigeria       | Viernes 14 de diciembre de 1990   |
| Noruega       | Jueves 6 de diciembre de 1990     |
| Nueva Zelanda | Jueves 16 de mayo de 1991         |
| Países Bajos  | Viernes 21 de diciembre de 1990   |
| Perú          | Jueves 20 de diciembre de 1990    |
| Polonia       | Viernes 22 de mayo de 1992        |
| Portugal      | Viernes 25 de enero de 1991       |
| Puerto Rico   | Jueves 13 de diciembre de 1990    |
| Reino Unido   | Viernes 7 de diciembre de 1990    |
| Rumania       | Viernes 16 de abril de 1993       |
| Rusia         | Lunes 27 de diciembre de 1993     |
| Singapur      | Viernes 31 de mayo de 1991        |
| Sudáfrica     | Viernes 14 de diciembre de 1990   |
| Suecia        | Viernes 14 de diciembre de 1990   |
| Suiza         | Miércoles 19 de diciembre de 1990 |
| Tailandia     | Sábado 23 de marzo de 1991        |
| Taiwán        | Sábado 2 de febrero de 1991       |
| Turquía       | Viernes 18 de enero de 1991       |
| Ucrania       | Lunes 27 de diciembre de 1993     |
| Uruguay       | Jueves 21 de marzo de 1991        |
| Venezuela     | Miércoles 19 de diciembre de 1990 |
| Yugoslavia    | Martes 1 de enero de 1991         |

## Premios
- Premio BMI 1991: a la mejor música (John Williams)
- Premio CFCA 1991: al actor más promisorio (Macaulay Culkin)
- Premio American Comedy Award 1991: al actor más cómico en un papel principal (Macaulay Culkin)
- Premio Kids' Choice Awards 1991: a la película favorita
- Premio Young Artist Award 1991: al mejor actor – cine Macaulay Culkin; y la mejor película de comedia
- Premio Casting Society of America 1991: al mejor reparto - comedia (Jane Jenkins y Janet Hirshenson)
- Premio British Comedy Award 1991: a la mejor película - comedia
- Premio Golden Screen 1991: a 20th Century Fox (distribuidora)